# KK Hito Jõhvi
El KK HITO Jõhvi es un equipo de baloncesto estonio con sede en la ciudad de Jõhvi, que compite en la Alexela KML, la máxima competición de su país. Disputa sus partidos en el Jõhvi Spordihall, con capacidad para 500 espectadores.

## Nombres
- Kohtla-Jarve KK Hito (-2006)
- Hito Askere (2006-2011)
- Hito/Johvi (2011-)

## Posiciones en liga
- 2005 - (8 1.Liiga)
- 2006 - (4 1.Liiga)
- 2007 - (4 1.Liiga)
- 2009 - (3 1.Liiga)
- 2011 - (2 1.Liiga Grupo C)
- 2012 - (1 1.Liiga)
- 2013 - (9-KML)

## Palmarés
- Semifinales 1-Liiga - 2011
- Campeón Liga Regular 1-Liiga - 2012
- Finalista 1-Liiga - 2012